# 星のカービィ3
『星のカービィ3』（ほしのカービィ スリー）は1998年3月27日に任天堂よりスーパーファミコン用ソフトとして発売されたアクションゲーム。開発元はハル研究所。星のカービィシリーズの5作目にあたる。バーチャルコンソールでも2009年4月28日よりWii向けに、2013年5月8日よりWii U向けに配信された。

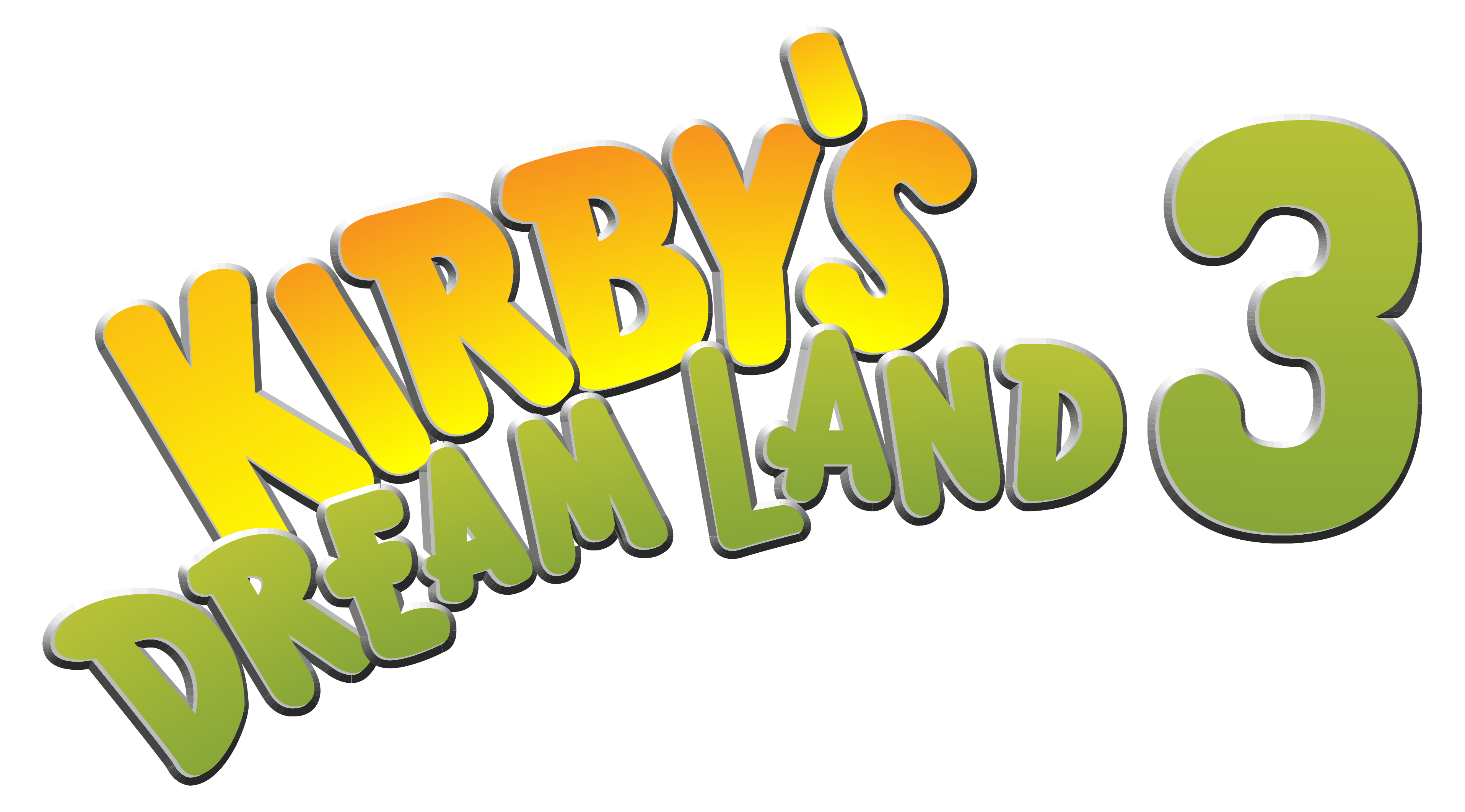
海外版のロゴ

同日には新モデルのスーパーファミコン、スーパーファミコンジュニアが発売されており、『星のカービィ3』の広告チラシにも発売の旨が掲載された。

## 解説
この作品は『星のカービィ スーパーデラックス』に続く星のカービィのアクションゲームシリーズ5作目となる。ただしストーリーやゲームシステムは3作目『星のカービィ2』を発展させた内容となっており、スーパーデラックスとの共通点は音楽や敵キャラクターの一部流用に留められた。
ニンテンドーパワーからの移植作を除けばパッケージ販売された最後の任天堂製スーパーファミコン用ソフトだった。『星のカービィ3』が発売された時期のスーパーファミコンはニンテンドウパワーの実施により一時的に新作ソフトが増加したものの、NINTENDO 64が既に発売されておりソフト市場は衰退に向かっていた。さらに任天堂は当時の現行機種NINTENDO64の普及に注力する目的でスーパーファミコンソフトのテレビCMを一切実施しなかった。これらの要因から当時の認知度は著しく低く、売り上げもリメイクを除いたカービィのアクションゲームシリーズの中では36万本と最も低い。
2012年7月19日に発売されたWii用ゲームソフト『星のカービィ 20周年スペシャルコレクション』に収録された。『星のカービィ3』がテレビCMに出るのは発売から約14年遅れで初めての登場である。2019年9月6日配信開始の『スーパーファミコン Nintendo Switch Online』（Nintendo Switchのオンラインサービス特典ソフト）にも収録されている。

## 特徴
水彩画のような柔らかいタッチと淡い色使いの幻想的なグラフィックが最大の特徴である。黒い線で縁取られはっきりとした色使いのキャラクターと3DCGで立体的に描かれた背景が特徴であった「スーパーデラックス」とは対極の表現方法が取られた。カービィを操作せずただ立ち止まらせているだけでも色彩や輪郭が微妙に変化するなど、キャラクターや背景には豊富なアニメーションパターンが用意され、細部まで作りこまれた作品になっている。
類似の手法を用いた作品に『スーパーマリオ ヨッシーアイランド』がある。こちらが後継作品では立体的な手芸や工作と発展したのに対し、『星のカービィ3』のグラフィックは同時期に開発・発売されたスーパーファミコン版『カービィのきらきらきっず』のみに流用される結果となったが、グラフィック関係に特化したという意味では、ステージ及びその背景に様々な画法を取り入れた『タッチ!カービィ』「ウルトラスーパーデラックス」にもその方向性が見られる。

## ストーリー
カービィの住む星「ポップスター」に突如現れ、空を覆った邪悪な黒い雲。さらにこの雲はデデデ大王やその手下に乗り移って悪事を働きだした。カービィは仲間と協力して星の危機を救うことができるだろうか?

## ゲーム内容
吸い込みや敵からの能力コピー、ホバリング（空中浮遊）を得意とする主人公のカービィを操作し、コピー能力や仲間を駆使しながらステージをクリアしていく横スクロール式のサイドビューアクションゲーム。2人同時プレイも可能となっており、その際2プレイヤーはカービィとは若干能力が異なるグーイを操作する。
ライフ制が採られていることもあり敵に触れてもすぐにミスになることはない（ただし他作品と異なり、無敵時間が一瞬のみなので連続ダメージを受けてしまう割合が高い）。このため単にステージクリアのみを目指す場合は比較的簡単だが、ゲーム中の重要アイテム「ハートスター」を全て集めるとなると難易度が増す。難易度設定をこのような形で行う点はカービィシリーズの特徴でもある。
ゲーム開始時のメニュー画面にはクリア率がパーセントで表示されており、条件を満たすとミニゲームやサウンドテストなどのおまけが楽しめる。これらの隠し要素はすでにシリーズの定番要素となっていた。

### ゲーム進行
このゲームでは6つのレベル、全30ステージ用意されており、レベル1からレベル5までは各々6つの通常ステージと1つのボスステージで、レベル6はボスステージのみで構成される。ステージは順に攻略しなければならないが、クリアしたステージに再挑戦する事はできる。
通常ステージの最後では様々なキャラクターがカービィの助けを待っており、彼らの欲求を満たすことができれば「ハートスター」を入手できる。レベル内の全てのハートスターを集めた状態でボスキャラクターを倒すとそのレベルは「おはらい」される。さらに全てのレベルをおはらいするとハートスターが集まり「ラブラブステッキ」が完成、レベル6の最終ボスと戦えるようになる。ハートスターが全部集まっていない場合はデデデ大王を倒した直後にエンディング（バッドエンディング）となる。

### ハートスター
各ステージで特定の条件を満たすと、ゴールで『ハートスター』がもらえる。条件はそれぞれのステージで異なるが、レベルの点ではレベル1〜5まで共通している。既にハートスターをもらったステージでは1UPがもらえる。

### コピー能力
カービィは敵を飲み込むことでその敵が持つ能力の使用が可能となる「コピー」と呼ばれる特技を持つ。作品によりコピー能力とその数は異なるが、今作では8つのコピー能力が用意された。特定の能力で壊せるブロックは、壊せる能力のマークが描かれている。

### ステージ
ほとんどが『星のカービィ2』でも登場したステージである。シリーズ中の過去のステージ名が存在するのはこの作品のみである。

## ゴールゲーム
ボスステージ、レベル6を除く各ステージのゴール直後に用意されている。
いわゆる立ち幅跳びの要領で、キャラクターが伸び縮みしている間にタイミングよくボタンを押し、ジャンプして着地した場所のアイテムを手に入れる事ができる。キャラクターが伸びている時ほど手前に、しゃがんでいる時ほど遠くに着地する。

## ミニゲーム
各レベルのステージ3ではミニゲームが挿入され、これをノーミスでクリアするとハートスターが入手できる。グーイを2Pで操作している場合（2人同時プレイ時）は2人で挑戦でき、どちらかが正解すれば良い。
- 1-3 投げたのなぁに? - 出題者はゴルドー使いのピッチャマン。投げたゴルドーの顔を当てるゲーム。
- 2-3 最後のウナギはどこ? - 出題者は星のカービィ2に登場したウナギのイライール。最後にイライールが入った壺を当てるゲーム。
- 3-3 同じ顔、いくつ? - 出題者はゴルドー使いのカラメロ。指定された顔のゴルドーの数を当てるゲーム。中にはダミーも混じっている。
- 4-3 同じ色、いくつ? - 出題者はゴルドー使いのタマサン。赤・青・黄の3色のゴルドーのうち、指定された色の数を当てるゲーム。中には対象外の黒いゴルドーも混じっている。
- 5-3 超危険、爆弾音当て! - 出題者はスーパーデラックスに登場したコックカワサキ。指定された落下音を立てたゴルドーを当てるゲーム。

5-3をクリアした時点で、5つのミニゲームを連続で遊ぶミニゲーム集“MG5”がオプションに追加される。

## オプション
SOUND（後にSOUND TEST）
ゲーム開始時からある。音の出力をステレオかモノラルに切り替えられる。デデデ大王を倒すとサウンドテストもできるようになる。
MG5
レベル5のステージ3をクリアすると出現する。
各レベルのステージ3にあるミニゲームに連続で挑戦する。本編とは背景が異なっている。ノーミスでクリアすると達成率が増える。
Jumping
MG5をノーミスでクリアすると出現する。
各ステージ最後に用意されているゴールゲームを、連続で何回跳べるか挑戦する。9箇所ある着地点には黄色いニコニコマークと敵キャラのチックがおり、ニコニコマークの上に着地すると次に挑戦できるが、チックの上に着地するとゲームオーバーとなる。チックは最初は1匹だが、跳ぶ回を増すごとに1匹ずつ増えていき、8回目以降はニコニコマークのある着地点が1つだけとなる。10回以上跳ぶと達成率が増える。
仲間と合体して跳ぶ事もできるが、その場合は難易度が上がる。
BOSS BUTCH!
真のエンディングを観ると出現する。
各レベルのボスと連続で戦う。コピー能力が使えず、体力回復もできない。MG5と同様、本編とは背景が異なっている。全てのボスを倒すと通常とは違ったスタッフロール（絵のタッチがリアル調、文字が英語）が流れ、達成率が増える。また最後のボスを倒した後の画面切り替えのときにコマンドを入力すると、スタッフロールが流れない代わりに「Parfect!」の文字と倒したボスの上にカービィが乗るアナログ絵調の特別な一枚絵が表示される。また、ボスに敗北するとそのボスに対応する一枚絵が表示される。
『星のカービィ64』にも「ぼすぶっち」として収録されている。
？
達成率が100%になると出現する。ゲーム中のムービーやスタッフロールを見る事ができる。

## 登場キャラクター

### プレイヤーキャラクター
カービィ
本作の主人公。詳細は当該項目を参照。
グーイ
見た目は紺色でおにぎり型のスライムのようなキャラクター。カービィの仲間たち#星のカービィ3も参照。
『星のカービィスーパーデラックス』でいうヘルパーに当たるキャラ。ゲーム中にAボタンを押すと現れ、カービィの手助けをする。邪悪な心を持たないために普段は分かりにくいが、このゲームのボス、ダークマターと同じ種族（ダークマター族）である。その証拠に、HYPER ZONEではダークマターの様なオレンジ色の玉が体に出来る。
グーイを出すとカービィの体力と体力上限が2減少する（体力が残り2以下の場合は1になる）が、飲み込めば逆に体力が2回復し、体力上限も元に戻る｡そのため､体力が残り2になってから出現させ､すぐに飲み込めば体力が残り3になり､少しだけ回復できるという裏技（というより小技）がある｡ なお、グーイが出ている間はボスキャラの体力が少々高く設定される。
基本的な性能はカービィと変わらないが、若干の相違点がある。すっぴん時にカービィが敵を吸い込むのに対し、グーイは舌を使って敵を飲み込む（水中でも敵を食べられる反面、同時に1匹しか頬張れないため、威力の高い貫通星型弾は作り出せない）など。
強制スクロール以外の場面では、画面はカービィの移動にあわせて動く。グーイが画面のスクロール外に出たり、カービィとグーイの距離が一定以上離れているときにAボタンを押すと、カービィのもとへ飛んで移動する（ただしストーン状態などのときはその限りではない）。またマキシムトマト・無敵キャンディは、どちらかが取れば2人とも効果が得られる。
通常はコンピューターの自動操作となる。ほとんどの場合カービィの真似をして、敵が近くにいると勝手に攻撃するが、コピー能力、及び仲間と合体は使わない。2P側のコントローラーでグーイを操作することも可能で、その場合仲間との合体は可能。敵と同様にカービィが吸い込んで飲み込めば、離脱させることができる（このときグーイがコピー能力を持っていた場合は、カービィがその能力を得る）。『スーパーデラックス』のヘルパーとは多少違い、強制スクロールで挟まったり穴に落ちたりするとグーイはゲームオーバーになる。またカービィ（1P操作）・グーイ（2P操作）がAボタンを連打すると、強制的にゲームオーバーにさせることができる。ただしカービィが減らした体力は元に戻らないので、得策とはいえない。

### 仲間キャラクター
道中にはカービィと冒険を共にすることができる6匹の「仲間」キャラクターがおり、彼らと合体することで空を飛ぶ、天井に張り付くなど様々な能力を身に付けることができる。ただし2人同時プレイ時に一方のプレイヤーがすでに仲間と合体していた場合、もう一方のプレイヤーは新たに他の仲間と合体することはできない。また、仲間と合体した状態だと、別の仲間キャラクターが実に悲しそうな表情や不満げな表情になる。また、『星のカービィ2』と違い、仲間キャラから降りても仲間キャラは消滅しない。
敵からのコピー能力と仲間キャラクターの能力を組み合わせることにより、能力はさらに強力な物となる。その組み合わせは全部で48種類あり、ハートスターをすべて手に入れるにはこれらの能力と仲間を活用しなければならない。
リック
巨大なハムスター。垂直の崖を蹴って登ることができ、流砂や氷などの地形の影響を受けずに走れる。敵は吸い込まずかじって食べる為、スカーフィなどの通常は吸い込めない敵も食べられる。口を開きながら走ることも可能。また、一部の敵を踏みつけることが可能で、ときには敵を足場にして渡る必要がある。
カイン
マンボウ。水中での移動が得意で、激流にも逆らって泳げる。陸上では動作が鈍るものの、大きく不利になるほどの影響は無い。ジャンプ力もあり、一部の敵を踏みつけ可能。また、水中で吸い込みが可能になる。
クー
フクロウ。空を自由に飛ぶことができ、強風にも逆らって進むことができる。
ナゴ
大きな三毛猫。3段ジャンプや大きな体を使った攻撃が得意。一部の敵を踏みつけ可能。
チュチュ
大きなリボンをつけたピンク色のタコ（メンダコ）。天井に張り付き、ぶら下がりながら移動できる。少しだけなら飛行もできる。敵は手でつかみ、カービィに食べさせてあげている（グーイの舌と同じ性質を持つ）為、水中でも食べられる。縦1マス分の隙間を通過可能。
ピッチ
小鳥。非力だがコピー能力を組み合わせると珍しい攻撃ができる。歩く際はカービィがピッチをもち運び、走る際にカービィがピッチの上に乗るが、走っている間もそのまま1マスの隙間を通過可能。
なお、リック、カイン、クーの3匹は『星のカービィ2』から引き継がれ、ナゴ、チュチュ、ピッチの3匹は本作初登場である。

### 仲間キャラクターの関係者
各レベルのステージ5では仲間の知り合いがゴールで待っており、指定された仲間を連れて行くとハートスターが入手できる。
マイン
1-5で登場するピンク色のマンボウ。カインの奥さん。
ピッチママ
2-5で登場するピンク色の鳥。ピッチの母親。
ニュプン
3-5で登場する黄色のスライム。チュチュの友達（恋人説もある）。英語版の三人称は"she"。
ピック
4-5で登場するピンクのハムスター。リックの彼女。
シロ
5-5で登場する白い猫。ナゴの彼女。

### ボスキャラクター

#### 中ボス
各レベルのステージ4に登場する。レベル5のステージ6には、連続して中ボスとの戦いが待ち受けている。
ボブー（バーニング）
レベル1で登場。ボボの親玉で、突進攻撃をしてくる。
キャプテンステッチ（ニードル）
レベル2で登場。ゴルドーを大きくしたような姿で、体のトゲを飛ばしたり突進をしてくる。トゲを纏った状態では攻撃を受け付けない。
ハボキ（クリーン）
レベル3で登場。箒の姿をしており、砂埃を掃いてきたり、ジャンプして押し潰そうとする。
ジャンパーシュート（パラソル）
レベル4で登場。唐傘お化けのようなキャラクターで、4回跳んだ後に下駄を飛ばすか、回転攻撃をしてくる。回転中は攻撃を受け付けない。
ユキ（アイス）
レベル5で登場。雪だるまの姿をしており、頭を飛ばしたり突進をしてくる。頭が無い状態では攻撃を受け付けない。
ブロッキー（ストーン）
レベル5のステージ6のみ登場。大きなレンガの姿をしており、ジャンプして上から押し潰そうとしたり、突進をしてくる。

#### 大ボス
レベル5までのボスはダークマターに心を奪われて正気を失っている。各レベルのハートスターをすべて集めて「おはらい」するまでは、何度でも対戦できる。
ウィスピーウッズ
シリーズに毎回登場する木。その弱さは今回も変わらない。今作ではリンゴは落とさず吐き出してくる。リンゴや空気弾だけでなくナスやニンジンを吐き出して攻撃してくるが、体力が残り半分になると歩き出す（歩き出した後は空気弾を出してこない）。歩き出した後に出すリンゴや野菜は傷んでいて、地面に落ちると潰れるが、潰れたものも吸い込む事はできる。今作では根元に攻撃してもダメージを与える事が出来ず、歩き出した後に根元に触れるとボールの状態となって弾かれる（ダメージは受けない）。
アクロ
シャチ。顔が怖い為怖がられているが、本当は心優しいらしい。前半は地上で戦い突進を繰り返してくる。後半は水中に入り雑魚キャラクターや錨を吐き出しながら左右に移動し、壁に突進して大量の岩を降らせてくる。水中では動きが機敏になる。カービィだけの状態やカインやチュチュ以外の仲間で水中で戦う場合は雑魚キャラクターや岩を水鉄砲で弾いて攻撃しなければならない。
ちなみに『星のカービィ2』の背景にあった｢Orca｣というタイトルがつけられたシャチの絵との関係は不明｡
ポン&コン
ポンはタヌキ、コンはキツネ。2匹とも子供を連れながら3層に分かれたステージ内を走り回っている。走り回る以外に攻撃はしてこないが時々爆弾が降ってくる。ちなみに、ダメージ時の点滅色は某即席麺のパロディ。
アド
ポップスターに絵の修行にやって来た人間の女の子。『星のカービィ2』に登場したボスキャラクターの絵をキャンバスに描き、実体化させて攻撃してくる。全てのボスを倒すと彼女自身が体当たり攻撃をしてくる。『64』のアドレーヌと同一人物と思われるが、実のところは不明。
デデデ大王
表向きのラストボス。詳細は当該項目を参照。『星のカービィ2』と違い、仲間を連れたまま戦うことが可能となっている。
ダークマター
前作に引き続き、邪悪な黒雲を率いポップスターの支配を企む。目からのビームと体の回りの球体を飛ばして攻撃してくる。ちなみに『星のカービィ2』と異なり、上空に留まるため制限時間はない。
ゼロ
ダークマターをも操る悪の親玉。真のラストボス。体から小型のダークマター、赤いレーザー、赤い弾を放ち、時折突進攻撃などでけしかける。第1形態を倒すと、体が裂けて赤い目玉が飛び出してきて第2形態戦に入る。背景は本編では青、黒の模様が別々にスクロールしていたが、上述のBoss Butch!においては青、赤、黄色の模様が別々にスクロールするという非常に目に悪い仕様だった（VC版では薄黄色と黄色、黄緑に修正された）。

### ゲストキャラクター
このほか、次の様なゲストキャラクターも登場する。カービィシリーズに留まらず任天堂のゲームキャラクターも世界観を越えカメオ出演した。
『ふぁみこん昔話』『メトロイドシリーズ』など作品設定の都合で地球人のキャラクターが複数登場している。本作以降『スマブラシリーズ』など複数コラボ作品を除けばカービィシリーズにおいて、地球人キャラや地球人主人公の作品と関わるのは2019年に『プリティーシリーズ』である『キラッとプリ☆チャン』コラボで関わるまで約21年間存在しなかった。
トゲゾー
マリオシリーズに登場する敵キャラクターで甲羅に無数のトゲが付いた亀。吸い込むとニードルをコピー出来る。従来のとは少しグラフィックが異なる。
ヒバナモドキ
マリオシリーズのパワーアップアイテムとして登場するファイアフラワーの近種。4-1で埃がかかった状態で咲いており、リックかクーのクリーンで綺麗にしなければならない。
アポロ
同名の明治製菓のチョコレート菓子そっくりな姿をした敵。木などの周りをくるくると回っている。色もそれにちなみ、ピンク+茶と水色+青の2種類がおり、前者は飲み込めば体力回復も出来る。
バタモン
カービィそっくりな正体不明の敵。壁の向こう側など、直接対面できない場所に登場する（ピッチスパークなどで倒す事は出来る）。唯一、4-3でのみ対面することが出来る。強さは普通の敵と同じ。もちろん倒せる。
ちゃおとごくう
『ふぁみこんむかし話 遊遊記』に登場したキャラ。1-4でごくうが行方不明になり、ちゃおが助けを求めてきた。また、ちゃおは『星のカービィ2』にもゲスト出演している。
HB-002、HB-007
『マリオのピクロス』の問題からその名が取られたブロック状の生命体。2-6と4-6にそれぞれ登場し、何故かブロックを自分達と同じ形に削る事を要求してくる。
どんべとひかり
『ふぁみこんむかし話 新・鬼ヶ島』に登場したキャラ。3-4に登場。状況としてはちゃおとごくうの時と同じ。
ヘクター博士
3-6に登場。ロボット（ファミリーコンピュータの周辺機器HVC-012）の部品を集める事を依頼する。ちなみに、本人自身も対応ソフトに登場していたキャラ。
サムス・アラン
メトロイドシリーズの主人公。5-2に登場。洞窟内のメトロイドを倒す事を依頼する。クリア時にメトロイドを全滅させている場合はマスクを取っている。
カービィシリーズのゲーム内で初めて登場したリアル頭身の人間キャラであり、また現時点でシリーズで唯一登場した現代以降の時代に生まれた地球人のキャラである。

## 『2』との違い
- コピー能力を持った状態で敵に接触しても、能力を失わないようになった。ただし、敵に接触した後でまたすぐに接触した場合は失う。
- 能力を持たないザコキャラクターは、1度倒すとスクロールしても復活しないようになった（モプーを除く）。
- 仲間との合体を解除しても、仲間は消えずその場に残るようになった。また、仲間と合体した状態で体力が0になると1ミスとなった。
- 下方向への強制スクロールが初登場。遅れると床とスクロールに挟まれて、速すぎると画面から消えて1ミスとなる。
- カービィの体力が0になった時のBGMが変更された。なお、これまでのカービィ1ミス時のBGMはグーイの体力が0になった時に流れる。

## 他機種版
| No. | タイトル                                  | 発売日                      | 対応機種        | 開発元     | 発売元 | メディア                              | 備考                                                                                            |
| --- | ----------------------------------------- | --------------------------- | --------------- | ---------- | ------ | ------------------------------------- | ----------------------------------------------------------------------------------------------- |
| 1   | 星のカービィ3                             | 2009年1月5日 2009年4月28日  | Wii             | ハル研究所 | 任天堂 | ダウンロード （バーチャルコンソール） |                                                                                                 |
| 2   | 星のカービィ 20周年スペシャルコレクション | 2012年7月19日 2012年9月16日 | Wii             | ハル研究所 | 任天堂 | Wii専用12cm光ディスク                 |                                                                                                 |
| 3   | 星のカービィ3                             | 2013年5月8日                | Wii U           | ハル研究所 | 任天堂 | ダウンロード （バーチャルコンソール） |                                                                                                 |
| 4   | スーパーファミコン Nintendo Classics      | 2019年9月6日                | Nintendo Switch | 任天堂     | 任天堂 | ダウンロード                          | 2022年6月10日に『星のカービィ3 最近のゲームってまだむずかしすぎ？バージョン』という特別版が配信 |